# Neuromedicin
|  | Sammenskrivningsforslag Artiklerne Neurologi, Neuromedicin er foreslået sammenskrevet. (Siden marts 2023) Diskutér forslaget |

Neuromedicin (eller neurologi), også kaldet hjerne- og nervemedicin, er det medicinske speciale, som beskæftiger sig med alle aspekter af diagnostik, vurdering og behandling af sygdomme i hjernen og det øvrige nervesystem, herunder rygmarv og nerver. En læge specialiseret i neurologi betegnes neurolog eller hjernelæge. Eksempler på neurologiske lidelser er blodpropper og blødninger i hjernen, epilepsi, hjernekræft, hjerneinfektioner, hovedpine, autoimmune hjernesygdomme som multipel sklerose, hjerneforgiftninger, demenssygdomme og andre kognitive forstyrrelser, degenerative hjernesygdomme som Parkinson sygdom og øvrige hjernerelaterede bevægeforstyrrelser, nervesygdomme, hjerneskader samt søvnsygdomme.  

Berømte neurologer inkluderer Oliver Sacks, Sigmund Freud,  Thomas Willis, Robert Whytt, Matthew Baillie, Charles Bell, Moritz Heinrich Romberg, Duchenne de Boulogne, William A. Hammond, Jean-Martin Charcot, C. Miller Fisher og John Hughlings Jackson

## Neurologiske lidelser

### Cerebrovaskulære sygdomme
| Omfatter sygdomme, hvor hjernens blodforsyning forstyrres, f.eks. ved blodpropper og blødninger, eller ved symptomgivende karforandringer. |

- Apopleksi
- SAH – Subaraknoidal blødning
- Sinustrombose
- Araknoidal aneurisme
- Vaskulære lidelser i spinalkanalen
  - Spinal vaskulær malformation
  - Hæmatpmyeli
  - Spontant epiduralt hæmatom
  - Iskæmiske medullære læsioner

### Cerebrale tumorer/metastaser
| Omfatter både benigne og maligne tumorer i nervevævet, samt metastaser fra maligne tumorer. Maligne primærtumorer er inddelt i flere kategorier, hvor glioblastomet er den mest hyppige og aggressive form. Benigne tumorer og metastaser fra bl.a. lunger og lever ses også. |

### Epilepsi
| Epilepsi er en neurologisk sygdom, hvor der ses krampeanfald og bevidsthedstab på grund af kaotisk og ukontrolabel elektrisk aktivitet i hjernebarken (cortex cerebri). |

- Kramper
  - Generaliserede anfald
- Partielle anfald
  - Simple partielle anfald
  - Komplekse partielle anfald
- Absencer

### Demyeliniserende sygdomme
| Omfatter sygdomme, hvor nervecellernes myelinskeder nedbrydes. Myelinskederne består af et fedtlag, som er snoet rundt om nervecellernes aksoner. De fungerer som isoleringen omkring en ledning, så hvis de nedbrydes opstår der fejl i impulsledningen i nerverne, hvilket medfører neurologiske udfald. |

- Dissemineret/multipel sklerose (DS/MS)
- Monofatisk demyeliniserende sygdomme
  - Akut dissemineret encephalomyelitis
  - Akut nekrotiserende hæmoragisk encephalomyelitis
  - Akut transversel myelitis
- Diffus sklerose
- Central myelinolyse
  - Central pontin myelinolyse
  - Central demyelinisering af corpus callosum

### Demens& degenerative sygdomme
| Demens omfatter en lang række af syndromer, som er karakteriseres ved indeholder flere samtidige kongnitive problemer, og som har en varighed på mere end 6 måneder. Derudover skal sværhedsgraden af symptomerne være så udtalt, at det påvirker patientens arbejdsevne og sociale funktionsniveau. |

- Alzheimers demens
- Multiinfarkt demens
- Parkinsonisme
- Amyotrofisk lateral sklerose (ALS)

### Neurologiske smerter
- Migræne & hovedpine
- Hortons hovedpine
- Arteritis temporalis
- Trigeminusneuralgi

### Søvnforstyrrelser
- Patologiske søvntilstande
- Narkolepsi
- Søvnløshed (insomnia)
- Fatal familiær insomni
- Restless Legs Syndrome

### Bevidsthedssvækkelse
- Koma
- Bevidstløshed

### Mangeltilstande og forgiftninger
- Wernickes encefalopati
- Tiamin (B12-vitamin) mangel
- Delerium tremens
- Organiske opløsningsmidler

### Nervesystemets infektioner
- Meningitis
- Encephalitis
- Hjerneabsces
- Myelitis
- Radiculitis

### Traumatiske tilstande
- Commotio cerebri (hjernerystelse)
- Kontusion
- SDH – Subduralt hæmatom
- Epiduralt hæmatom

### Ryglidelser
- Diskusprolaps

### Perifere nervesygdomme
- Neuropati
- Mononeuropati
- Medianusparese
- Ulnarisparese
- Radialisparese
- Peroneusparese

### Prion sygdomme
- BSE (kogalskab)